# Unión Española
Unión Española is een Chileense voetbalclub uit de hoofdstad Santiago. De club werd in 1897 door Spaanse immigranten opgericht.
Unión Española beleefde zijn hoogtijdagen in de jaren zeventig met drie landstitels en de finale van de Copa Libertadores, die verloren werd van Independiente. De club speelde op drie seizoenen na altijd in de hoogste klasse.

## Geschiedenis
Union Española was medeoprichter van de hoogste klasse in 1933 en eindigde op een gedeelde vierde plaats met Audax Italiano. De volgende jaren eindigde de club opnieuw in de subtop tot 1936 toen de laatste plaats behaald werd. Het volgende jaar herpakte de club zich wel met een derde plaats. In 1939 speelde de club één wedstrijd onder de naam Central en trok zich dan terug uit de competitie vanwege de Spaanse Burgeroorlog. Het volgende seizoen was de club wel weer van de partij maar werd toen laatste. Hierna herpakte de club zich en kon zich in 1943 voor het eerst tot kampioen kronen. De club deed het ook de volgende jaren goed maar moest toch acht jaar wachten op een tweede titel. Unión kon het succes niet behouden en werd een middenmoter met regelmatig een plaats in de subtop. In 1967 werd de club nog eens vierde, een van de beste prestaties in jaren.
In 1970 was de club weer helemaal in de running voor de landstitel. De competitie was opgedeeld in twee groepen, een van de Región Metropolitana en een van de provincieclubs. Unión werd groepswinnaar en in de eindfase eindigde de club op een gedeelde eerste plaats met Colo-Colo. Een testwedstrijd zou beslissen wie de kampioen werd en Colo-Colo versloeg de club met 2-1. Na een derde en een tweede plaats in de volgende seizoenen kon de club eindelijk nog eens feesten in 1973 toen de club met acht punten voorsprong op Colo-Colo de landstitel binnen haalde.
Twee jaar later werd Unión opnieuw kampioen, dit keer met een voorsprong van twee punten op Deportes Concepción. In 1976 eindigde de club opnieuw op een gedeelde eerste plaats, dit keer met Everton en er volgden twee testwedstrijden (0-0, 3-1), Everton werd kampioen. Unión Española nam het volgende jaar wraak door met twee punten voorsprong op Everton kampioen te worden.
Tot 1981 eindigde de club nog in de subtop, daarna ging het bergafwaarts en in 1983 werd de club 20e op 22. Hierna herpakte de club zich weer met een derde en een vierde plaats. Vervolgens ging het weer minder tot 1990 toen de derde plaats gehaald werd en ook de volgende seizoenen eindigde de club in de betere middenmoot. In 1997 degradeerde de club. Na twee seizoenen keerde de club terug onder leiding van oud-international Juvenal Olmos. In 2005 werd opnieuw een landstitel behaald, de seizoenen zijn sinds eind jaren negentig opgedeeld in een lente en herfstseizoen en er zijn elk jaar twee landskampioenen. Unión haalde de lentetitel binnen van 2005.

## Erelijst
- Landskampioen:

1943, 1951, 1973, 1975, 1977, 2005 [Apertura], 2013
- Copa Chile:

Winnaar: 1992, 1993
Finalist: 1977, 1988
- Copa Libertadores:

Finalist: 1975

## Trainer-coaches
- Manuel Casals (1940-1943)
- Atanasio Pardo (1943)
- Isidro Lángara (1950-1951)
- Hernán Fernández (1954)
- Sergio Navarro (1969)
- Pedro Areso (1970)
- Néstor Isella (1971-1972)
- Luis Santibáñez (1973)
- Jaime Ramírez (1974)
- Manuel Rodríguez (1974)
- Luis Santibáñez (1975-1977)
- Pedro García (1978)
- Luis Álamos (1978)
- Germán Cornejo (1978-1979)
- José María Silvero (1979)

- Orlando Aravena (1980)
- Nicolás Novello (1981)
- Orlando Aravena (1984-1985)
- Héctor Pinto (1986-1988)
- Luis Santibáñez (1988)
- Manuel Rodríguez (1989-1991)
- Nelson Acosta (1992)
- Guillermo Yávar (1992)
- Pedro García (1992)
- Nelson Acosta (1993-1996)
- Julio Comesaña (1996)
- Jorge Spedaletti (1996)
- Guillermo Páez (1996-1997)
- Luis Ahumada (1997)
- Rogelio Delgado (1997)

- Guillermo Yávar (1998)
- Juvenal Olmos (1999-2000)
- Leonardo Véliz (2001-2002)
- Roberto Hernández (2002-2003)
- Fernando Carvallo (2003-2004)
- Fernando Díaz (2005)
- Fernando Carvallo (2006)
- Manuel Rodríguez (2006)
- Héctor Pinto (2007)
- Marcelo Espina (2007-2008)
- Jorge Garcés (2008)
- Luis Hernán Carvallo (2008-2009)
- José Luis Sierra (2009)
- Rubén Israel (2009-2010)
- José Luis Sierra (2010-)

Antofagasta · 
Audax Italiano · 
Cobresal · 
Colo-Colo · 
Coquimbo Unido · 
Curicó Unido · 
Everton · 
Huachipato · 
Deportes Iquique · 
La Calera · 
O'Higgins · 
Palestino · 
Unión Española · 
Universidad Católica · 
Universidad de Chile · 
Universidad de Concepción